# Elzie Segar

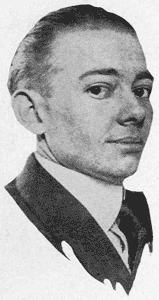
Elzie Segar

Elzie Crisler Segar (Chester (Illinois), 8 december 1894 – Santa Monica, 13 oktober 1938) was een Amerikaans cartoonist en is vooral bekend als de geestelijke vader van Popeye.

## Biografie

### Jeugd
Segar werd geboren in Chester, een klein stadje aan de oever van de Mississippi. Als zoon van een klusjesman hielp hij zijn vader bij het verven en behangen van huizen. Op twaalfjarige leeftijd kreeg Segar zijn eerste vaste job. Hij ging werken in het Chester Opera House, een cultureel centrum dat tevens dienstdeed als cinema. Zijn taak bestond erin weekprogramma's op te hangen, advertenties te ontwerpen en films en vaudeville acts op drums te begeleiden. Wat later kreeg hij ook de taak van filmoperateur toebedeeld, een job waarop hij erg trots was. 
Op de leeftijd van 18 jaar besloot hij om cartoonist te worden en stuurde hij enkele van zijn tekeningen naar een lokale krant in St. Louis. De tekeningen werden echter teruggestuurd. Segar gaf de hoop niet op en schreef zich in voor de correspondentiecursus cartoontekenen van W.L. Evans.

### Carrière
Enkele maanden later verhuisde hij naar Chicago en ontmoette er Richard Felton Outcault, de bedenker van The Yellow Kid en Buster Brown.  Outcault introduceerde hem bij de Chicago Herald. De krant nam hem aan voor het schrijven en tekenen van de stripreeks, Charlie Chaplin's Comedy Capers. In datzelfde jaar trouwde Segar met Myrtle Johnson.  Ze zouden twee kinderen krijgen
Nadat de Chicago Herald opgekocht was in 1918, ging hij bij de Chicago Evening American werken, een krant van mediamagnaat William Randolph Hearst, alwaar hij de reeks Looping the Loop zou tekenen. De strip was eerder een getekende column, die verslag maakte van theatervoorstellingen en gebeurtenissen in Chicago.
Segar vertrok vervolgens op aansporen van Arthur Brisbane, een topman van het Hearst-Concern, naar New York en ging werken bij het King Features Syndicate.  Daar tekende hij de strip Thimble Theatre. De stripreeks maakte zijn debuut op 19 december 1919 en beschreef het reilen en zeilen van de familie van Olijfje (Engels: Olive Oyl). Thimble Theatre begon met een gag per dag maar evolueerde als snel in een vervolgstrip. Het personage Popeye zou pas 10 jaar later zijn opwachting maken in de strip. Oorspronkelijk was Popeye slechts een nevenfiguur, maar door zijn populariteit werd hij al vlug het hoofdpersonage van de reeks. Later werden nog een aantal andere populaire personages aan de strip toegevoegd, zoals de hamburgeretende J. Wellington Wimpy.

### Overlijden
Segar kreeg steeds meer problemen met zijn gezondheid. Hij stierf op 13 oktober 1938, op 43-jarige leeftijd. De officiële doodsoorzaak luidde levercirrose, maar daarover bestaan nog heel wat onduidelijkheden. Zijn assistent Bud Sagendorf zette zijn werk voort en hij heeft strips van Popeye getekend tot aan zijn dood in 1994.

## Prijzen
De National Cartoonists Society heeft de Elzie Segar Award naar hem vernoemd. Deze prijs wordt jaarlijks uitgereikt aan iemand die een bijzondere bijdrage heeft geleverd aan cartoons.

## Strips van Segar
- Charlie Chaplin's Comedy Capers - 1916
- Barry the Boob - 1916
- Looping the Loop - 1918
- Thimble Theatre - 1919
- The Five-Fifteen, later Sappo - 1921

- Biblioteca Nacional de España: XX1173991
- Bibliothèque nationale de France: cb119243033 (data)
- Catàleg d'autoritats de noms i títols de Catalunya: 981058516806206706
- CiNii: DA05039739
- Gemeinsame Normdatei: 108241394
- International Standard Name Identifier: 0000 0001 0892 6527
- Library of Congress Control Number: n86814505
- Nationale Bibliotheek van Tsjechië: pna2007418467
- Nationale bibliotheek van Australië: 35487964
- Nationale Bibliotheek van Israël: 987007430251505171
- Nederlandse Thesaurus van Auteursnamen: 071783881
- Réseau des bibliothèques de Suisse occidentale: 02-A003818316
- RKD-Nederlands Instituut voor Kunstgeschiedenis: 328344
- Istituto Centrale per il Catalogo Unico: RAVV014683
- LIBRIS: 387599
- SNAC: w6350s57
- Système universitaire de documentation: 027130576
- Trove: 971047
- Union List of Artist Names: 500123898
- Virtual International Authority File: 44305371
- WorldCat: E39PBJqFHKYhWKrVVq3gY3DQbd